# 무정부, 국가, 유토피아
《무정부, 국가, 유토피아》 (Anarchy, State, and Utopia)는 미국의 정치철학자 로버트 노직의 1974년 책이다. 이 책은 1975년 미국 내셔널 도서상 철학 및 종교 부문을 수상했으며 11개 언어로 번역되었으며 UK Times Literary Supplement에서 "전쟁 이후 가장 영향력 있는 책 100권"(1945-1995) 중 하나로 선정되었다.
존 롤스의 정의론 (1971)에 반대하면서 노직은 "강제, 절도, 사기, 범죄에 대한 보호의 좁은 기능으로 제한되는" 최소 국가에 찬성한다고 주장한다. 계약 등." 국가가 이들보다 더 많은 책임을 맡으면 권리가 침해될 것이라고 노직은 주장한다. 최소한의 국가라는 아이디어를 뒷받침하기 위해 노직은 최소한의 국가가 무정부 상태에서 어떻게 자연스럽게 발생하는지, 그리고 이 최소한의 문턱을 넘어선 국가 권력의 확장이 어떻게 정당화되지 않는지를 설명하는 주장을 제시한다.

## 요약
인간을 그 자체로 목적으로 보고 동의를 조건으로만 재화의 재분배를 정당화하는 노직의 자격 이론은 무 정부, 국가, 유토피아 의 핵심 측면이다. 그것은 존 로크, 이마누엘 칸트, 프리드리히 하이에크의 영향을 받았다.
이 책은 또한 무정부 자본주의 (국가가 없고 개인이 모든 사회 서비스에 대해 민간 기업과 계약해야 함)와 같은 보다 극단적인 견해에 대한 최소정부주의와 자유지상주의를 강력하게 옹호한다. 노직은 아나코-자본주의가 자신의 불가침 원칙을 위반하지 않더라도 결국 단일 지역에서 지배적인 민간 방어 및 사법 기관의 출현을 통해 모든 사람의 이익에 부합한 야경국가로 불가피하게 변형될 것이라고 주장한다. 다른 기관은 대다수의 적용 범위를 가진 기관의 이점과 효과적으로 경쟁할 수 없기 때문이다. 그러므로 아나코-자본주의 이론이 옳다 하더라도 그 자체가 사실상의 "국가"인 하나의 사적 보호 기관을 초래한다. 따라서 무정부 자본주의는 최소국가가 등장하기 전 제한된 기간 동안만 존재할 수 있다.
서문에는 "철학 작업을 제시하는 일반적인 방식"에 대한 구절이 포함되어 있다. 노직은 철학자들이 실제로 그보다 더 겸손하고 자신의 작품의 약점을 알고 있다고 믿는다. 그러나 "특정한 모양의 고정된 둘레에 맞추기 위해 물건을 밀고 밀어 넣는 것과 같은 느낌"을 주는 철학적 활동의 형태가 지속되는 문제가 생긴다. 팽윤이 가려지거나 팽윤의 원인이 아무도 눈치채지 못하도록 멀리 던져지는 현상이 생겨난다. 그런 다음 철학자들은 " 재빨리 모든 것이 완벽하게 맞는 것처럼 보이는 각도를 찾아 다른 것이 눈에 띄게 튀어나오기 전에 빠른 셔터 속도로 스냅샷을 찍는다." 만지기 위해 암실을 방문한 후, "남은 것은 사물이 어떤 상태인지 정확히 표현한 사진을 게시하고 다른 어떤 모양에도 제대로 들어맞지 않는다는 점을 기록하는 것뿐이다."그렇다면 노직의 작업은 이러한 형태의 활동과 어떻게 다른가? 그는 자신이 말한 것이 옳다고 믿었지만 "의심과 걱정과 불확실성은 물론 신념, 확신, 주장"이라는 돌출부를 가리지 않았다.
이 장에서 노직은 처음에 상태가 있어야 하는지 여부를 이해하기 위해 자연의 로크적 상태를 조사하는 것이 유용한 이유를 설명하려고 한다. :4무정부 사회가 국가가 있는 사회보다 더 나쁘다는 것을 보여줄 수 있다면 우리는 덜 나쁜 대안으로 두 번째를 선택해야 한다. 그는 이 둘을 설득력 있게 비교하기 위해 그 사회에 대한 극도로 비관적이거나 극도로 낙관적인 관점에 초점을 맞추지 않야 한다고 주장한다.
노직의 계획은 먼저 그러한 비정치적 사회에서 도덕적으로 허용되는 행동과 허용되지 않는 행동을 설명하고 일부 개인에 의한 이러한 제약의 위반이 국가의 출현으로 이어지는 방법을 설명하는 것이다. 그런 일이 일어난다면 실제로 그런 특정한 방식으로 발전한 상태가 없더라도 그 모습을 설명할 것이다. :7
여기서 설명되는 방식의 자연상태는 로크의 자연상태와 유사하지만 별도의 자연법개념은 존재하지 않는다.
노직은 존 로크의 자연 상태의 몇 가지 특징을 요약하여 이 장을 시작한다. :10중요한 것은 모든 개인은 다른 개인이 자신의 권리를 침해할 때마다 스스로 배상을 청구할 권리가 있다는 것이다. :10가해자를 처벌하는 것도 허용되지만 그(또는 다른 사람)가 다시는 그런 일을 하지 못하도록 막는 경우에만 가능하다. 로크 자신도 인정하듯이 이는 여러 가지 문제를 야기하는데, 노직은 자발적인 조치로 어느 정도 해결될 수 있는지 알아보려고 한다. 로크식 자연 상태의 "문제"에 대한 합리적인 대응은 상호 보호 연합의 설립이다. :12모든 회원의 부름에 응답한다. 모든 사람이 항상 대기 중이고 동료가 "광기적이거나 편집증적"일 수 있는 회원에 의해 호출될 수 있다는 것은 불편하다. :12또 다른 중요한 불편은 같은 협회의 두 회원이 분쟁을 할 때 발생한다. 이 문제를 해결할 수 있는 간단한 규칙이 있지만(예 :13:13) 대부분의 사람들은 누구의 주장이 옳은지 결정하기 위해 시스템을 구축하려고 하는 협회를 선호한다.
노직은 고객이 다른 사람을 보호하는 대가로 비용을 지불하게 하는 명백한 재분배 절차에 대한 비재분배적 이유가 있음을 보여줌으로써 고전적 자유주의 이론의 야경 국가 상태에 도달한다. 그는 이러한 재분배 기능이 없어 보이지만 권리를 행사할 수 있는 유일한 국가인 초소형 상태를 정의한다. :26이 초소형 국가의 지지자들은 권리의 총(가중치) 침해(그가 권리의 공리주의 :30) 그 생각은 예를 들어, 누군가가 더 많은 권리를 침해할 폭도를 진정시키기 위해 자신이 결백하다고 알고 있는 다른 사람을 처벌할 수 있음을 의미한다. :29이것은 초소형 상태의 철학이 아니다. :27-28대신, 그 지지자들은 회원들의 권리가 회원들에게 할 수 있는 일에 대한 부수적인 제약이라고 생각한다. 이러한 편향적 관점은 개인이 목적이지 수단이 아니라 다른 사람의 권리 침해를 피하기 위해 한 개인의 권리가 침해될 수 없다는 근본적인 칸트의 원칙을 반영한다. :30-31그러면 우리는 어떤 원칙을 선택해야 하는가? 노직은 어느 것이 더 나은지 증명하려고 하지 않다. 대신 그는 칸트적 관점을 선호하는 몇 가지 이유를 제시하고 나중에 고전적 공리주의의 문제를 지적한다.
야경 국가로 이어지는 절차에는 자신의 권리를 행사할 수 없는 비회원에 대한 보상이 포함되며, 이는 자신의 권리와 비교하여 위험하다고 간주되는 집행 메커니즘이다. 보상은 비회원이 자신의 권리를 행사할 수 없어 발생하는 모든 불이익을 처리한다. 비회원이 자신의 권리를 행사하는 것을 금지하는 협회에 대해 합리적인 예방 조치를 취하고 활동을 조정한다고 가정하면, 협회는 비회원을 무차별 곡선에서 자신의 위치와 동일한 금액만큼 실제 위치보다 높게 올려야 한다. 그는 금지와 그의 원래 위치를 위해 그것을 차지할 것이다.
롤즈의 정의 이론에 대한 노직의 논의는 자유지상주의와 자유주의 사이에 두드러진 대화를 불러일으켰다. 그는 "각자가 선택한 대로, 선택된 대로 각자에게"라는 자격 이론을 스케치한다. 그것은 (1) 취득의 정의; (2) (1) 위반 시 시정의 정의(외견상 재분배 조치가 필요할 수 있는 시정) (3) 보유의 정의, (4) 양도의 정의. 취득의 정의를 가정할 때, 보유에 대한 권리는 (3)과 (4)를 반복적으로 적용하는 함수이다. 노직의 자격 이론은 패턴이 없는 역사적 원리이다. 분배적 정의의 거의 모든 다른 원칙(평등주의, 공리주의)은 패턴화된 정의의 원칙이다. 이러한 원칙은 "각각에 따라. . ."
노직의 유명한 윌트 체임벌린(Wilt Chamberlain) 논의는 정의로운 분배의 패턴화된 원칙이 자유와 양립할 수 없다는 것을 보여주려는 시도이다. 그는 사회의 원래 분포 D1이 우리가 선택한 패턴 원리, 예를 들어 롤스의 차이 원리에 의해 정렬된다고 가정하도록 요청한다. Wilt Chamberlain은 이 사회에서 매우 인기 있는 농구 선수이며, 노직은 또한 100만 명이 한 시즌 동안 그가 농구를 하는 것을 보기 위해 25센트를 기꺼이 제공할 의향이 있다고 가정한다(다른 거래는 발생하지 않는다고 가정한다). 체임벌린은 현재 $250,000를 가지고 있으며 이는 사회의 다른 어떤 사람들보다 훨씬 많은 액수이다. D2라고 부르는 이 사회의 새로운 분포는 분명히 더 이상 D1을 주문한 우리가 선호하는 패턴에 의해 정렬되지 않다. 그러나 노직은 D2가 정당하다고 주장한다. 각 에이전트가 자신의 D1 몫 중 일부를 농구 선수와 자유롭게 교환하고 D1이 정당한 분배였다면(D1이 정당한 분배라는 것을 안다. 왜냐하면 선호하는 분배 원칙에 따라 주문되었기 때문이다), 어떻게 D2가 정당한 분배가 되지 않을 수 있습니까? 분포? 따라서 노직은 윌트 체임벌린의 사례가 보여주는 것은 정의로운 분배의 어떤 패턴화된 원칙도 자유와 양립할 수 없다는 점이라고 주장한다. D1을 배열한 패턴을 유지하기 위해 국가는 D1 주식을 자유롭게 교환할 수 있는 사람들의 능력을 지속적으로 방해해야 한다.
노직은 세금을 강제 노동에 비유하여 독자에게 영화 티켓을 사기 위해 수입을 얻기 위해 더 오래 일하는 사람과 여가(예: 일몰 감상)에 여가 시간을 보내는 사람을 상상해 보라고 요청한다. 노직은 두 번째 남자의 여가(강제 노동이 될 것임)를 탈취하는 것과 첫 번째 남자의 물건을 탈취하는 것의 차이점이 무엇인지 묻다. 노직은 "원칙적으로는 차이가 없을 것이다."라고 결론지으며 논쟁이 노동 이외의 다른 원천에 대한 과세로 확장될 수 있다고 지적한다. "다른 사람과 그들의 행동 및 노동에 대한 분배적 정의 제도(부분) 소유권의 최종 상태 및 가장 패턴화된 원칙. 이러한 원칙은 고전적 자유주의의 자기 소유 개념에서 다른 사람들의 (부분) 재산권 개념으로의 전환을 포함한다."
그런 다음 노직은 로크의 획득 이론을 간략하게 고려한다. 몇 가지 예비적인 반대 의견을 고려하고 그로 인해 발생할 수 있는 문제점을 살펴본다.
내가 한 깡통의 토마토 쥬스를 소유하고 있어 이를 바다에 부어 그 입자들(내가 추적할 수 있도록 방사선이 쬐어진)이 바다 전체에 골고루 퍼지게 한다면, 나는 이를 통해 바다를 소유하게 되는가, 아니면 어리석계도 나의 토마토 쥬스를 허비한 것인가 
그는 소유되지 않은 대상의 재산을 취함으로써 "충분하고 좋은"이 다른 사람들에게 공통적으로 남겨져야 한다는 로크의 단서를 개선함으로써 자격 이론의 구조에 "복잡성을 추가"한다. 노직은 타인의 지위가 악화될 때 전유를 금지 하는 "로크적 조건"을 선호한다. 예를 들어 사막의 유일한 물웅덩이를 점유하고 독점 가격을 부과하는 것은 합법적이지 않다. 그러나 역사적 원칙에 대한 그의 지지에 따라 이 주장은 질병에 대한 치료법을 발견하고 원하는 가격에 판매하는 의료 연구원에게는 적용되지 않다. 또한 노직은 전유의 남용(다른 사람들에게 충분 하지 않고 다른 사람에게 좋은 것이 없는 경우의 재산 취득)이 시정되어야 한다는 어떤 수단이나 이론도 제공하지 않다.
책의 마지막 장에서 노직은 실현 가능한 유토피아에 대해 논의한다. 사회 복잡성과 인간 인생 목표의 다양성을 전제로 한다면, 유토피아에는 인생의 이상을 시험해 볼 수 있는 다양한 공동체가 존재해야 한다. 사람들은 각자의 목표를 위해, 각자의 공동체를 결성한다. 그리고 공동체는 그러한 사람들의 참여와 탈퇴를 반복함으로써 도태되고 만들어진다. 노직에 따르면, 이러한 틀이 바로 유토피아의 본질이다. 유토피아 논의에서, 그는 다양한 공동체 형태에 대해 논하며, 어쩌면 자발적 노예제 가능성도 주장하고, 유토피아의 여러 가능성에 대해 논한다. 그러나 그는 유토피아의 구조에 대해 단정 짓는 것을 피하고 있다.

## 같이 보기
- 미국 철학
- 헌법 경제학